# Taznakht
Taznakht is een dorp in het zuiden van Marokko, in de provincie Errachidia, regio Meknes-Tafilalet. Taznakht moet niet worden verward met Tazenakht, een stadje in de provincie Ouarzazate, ca 400 km verder naar het zuidwesten.